# ツラギ島
座標: 南緯9度06分 東経160度09分 / 南緯9.100度 東経160.150度
ツラギ島（ツラギとう、英語: Tulagi）は、ソロモン諸島領の面積約2km2の島。フロリダ島の南に浮かぶ。島と同じ名前の町ツラギは中央州の州都となっている。人口は1,431人（2019年国勢調査）。
1568年にスペインの探検家メンダーニャが発見したとされている。
1896年から1942年までソロモン諸島保護国の首都であり、現在は中央州の州都である。太平洋戦争の一時期、ソロモン諸島の戦いで日本軍が占領していた。

## 第二次世界大戦
第二次世界大戦における太平洋戦争中の1942年（昭和17年）5月3日、ニューギニアの戦いにともなうポートモレスビー攻略作戦の一部として、日本海軍の第四艦隊が占領した。翌4日、アメリカ海軍の第17任務部隊（指揮官フレッチャー提督）が珊瑚海に出動し、正規空母「ヨークタウン」の艦上機が空襲を敢行した。日本軍に航空掩護がなかった事と、米軍攻撃隊の規模の割に、戦果は乏しかった。それでも駆逐艦「菊月」と掃海艇3隻が沈没した。その後、アメリカ海軍機動部隊は珊瑚海海戦で損害を出し、さらにミッドウェー海戦に参加するため撤退する。日本軍はツラギ島に水上機基地を建設し、横浜海軍航空隊が進出した。
1942年（昭和17年）8月、連合国軍はウォッチタワー作戦を発動し、ソロモン諸島のガダルカナル島とフロリダ諸島で反撃を開始した8月7日、ツラギ島、カブツ島、タナンボコ島の各島にもアメリカ海兵隊を主力とする部隊が上陸し、占領した。横浜海軍航空隊（司令宮崎重敏大佐）をはじめ、日本軍守備隊は玉砕した。
島周辺には、放棄された「菊月」（フロリダ島）をはじめ、第二次世界大戦中に沈没した船や航空機が存在し、スキューバダイビングが行われている。

## 中国企業による賃借
2019年9月、中央州と中華人民共和国の国営企業である中国森田企業集団との間で島全体の賃貸契約が結ばれた。この契約のタイミングは、ソロモン諸島が台湾と断交して中国との国交樹立した時期に近かったため、中国による海洋進出の拠点化につながるものとして注目を集めたが、同年10月25日までに法務長官が契約が違法であり破棄せねばならないとする声明を出している。